# Butler-Gletscher
Der Butler-Gletscher ist ein breiter Gletscher im westantarktischen Marie-Byrd-Land. Er fließt von der Nordseite der Edward-VII-Halbinsel in der Umgebung des Clark Peak in hauptsächlich nordöstlicher Richtung durch die Alexandra Mountains zur Sulzberger Bay.
Der United States Geological Survey kartierte ihn anhand eigener Vermessungen und Luftaufnahmen der United States Navy aus den Jahren zwischen 1959 und 1965. Das Advisory Committee on Antarctic Names benannte ihn nach Leutnant F. M. Butler, Navigator auf dem Eisbrecher USS Glacier im Rahmen der Forschungsfahrten in diesem Gebiet im Januar 1962.